# Cedynia (gemeente)
De gemeente Cedynia is een stad- en landgemeente in powiat Gryfiński. Aangrenzende gemeenten:
- Chojna, Mieszkowice en Moryń (powiat Gryfiński)
- Duitsland: Barnim, Märkisch-Oderland en Uckermark

Zetel van de gemeente is in de stad Cedynia.
De gemeente beslaat 9,7% van de totale oppervlakte van de powiat.

## Demografie
Stand op 31 december 2005:
| Omschrijving                   | Totaal | Totaal | Vrouwen | Vrouwen | Mannen | Mannen |
| ------------------------------ | ------ | ------ | ------- | ------- | ------ | ------ |
| eenheid                        | aantal | %      | aantal  | %       | aantal | %      |
| inwoners                       | 4433   | 100    | 2222    | 50,12   | 2211   | 49,88  |
| bevolkingsdichtheid (inw./km²) | 24,6   | 24,6   | 12,3    | 12,3    | 12,2   | 12,2   |

De gemeente heeft 5,2% van het aantal inwoners van de powiat. In 2002 bedroeg het gemiddelde inkomen per inwoner 1742,34 zł.

## Plaatsen
- Cedynia (Duits Zehden, stad sinds przełomu XIII/XIV w.)

Administratieve plaatsen (sołectwo) van de gemeente Cedynia:
- Bielinek, Czachów, Golice, Lubiechów Dolny, Lubiechów Górny, Łukowice, Orzechów, Osinów Dolny, Piasek, Radostów, Siekierki, Stara Rudnica, Stary Kostrzynek en Żelichów.

Zonder de status sołectwo: Barcie, Markocin, Niesułów, Parchnica, Piasecznik, Trzypole.